# Вечорничка
Strigosella — рід квіткових рослин родини капустяних (Brassicaceae). Рід містить 24 види, які ростуть у Євразії та Північній Африці; інтродуковані до США й Південної Америки.

## Опис
Це однорічники; запушені [голі]. Стебла прямовисні чи висхідні, нерозгалужені чи гіллясті. Листки прикореневі й стеблові, краї пластинок цільні, зубчасті чи перистороздільні. Суцвіття містять від кількох до кількох квіток, при плодах значно подовжені. Квітки: чашолистки вузько видовжені [яйцюваті], запушені; пелюстки рожеві чи пурпурні [рідше білі], зворотно-ланцетні [лопатоподібні, довгасті], (довші за чашолистки). Стручки майже сидячі, лінійні, 4-кутні [округлі в перерізі]. Насіння однорядне, товсте чи злегка приплюснуте, не крилате, довгасте [яйцювате]; насіннєва оболонка (сітчаста), не утворює слизу при змочуванні.